# Stinna Kaastrup
Stinna Tange Kaastrup (født 13. juli 1994) er en dansk handicaprytter.
Kaastrup begyndte at ride, da hun var 6 år gammel. Sidenhen har hun vundet DM i ridning op til flere gange; i 2010, 2011 og i 2013.
Ved sommer-PL 2016 i Rio de Janeiro vandt Kaastrup og hendes 15-år gamle vallak Horsebo Smarties, to bronzemedaljer for Danmark.